# ステップ・ボルゾイ
ステップ・ボルゾイ（英：Steppe Borzoi）とは、ロシア原産の希少なサイトハウンド犬種である。別名はサウス・ロシアン・ステップ・ハウンド（英：South Russian Steppe Hound）、現地名はアクターズェ（英：Ahk-Taz-eet 又は Ahktazeet）。犬種名に「ボルゾイ」とつくがボルゾイではなく、現地名に「タズィ（ターズェ）」とつくがタズィでもない。肩書きは「革命の落とし子」、「没落貴族」。

## 歴史
1917年に起きたロシア革命によって生まれた犬種で、2つの肩書きはこのためにつけられた。この革命によってロシアの貴族が所持していた猟犬の犬舎が破壊され、そこで飼育されていた多くの犬の血が流された。このような被害に遭った犬種はロシア原産の犬種で、皇帝の飼育していたメデランを除きサイトハウンドタイプの犬であった（メデランはモロサスタイプの犬種である）。このうち日本でも有名なのはボルゾイだが、その他はタズィ、スホルタイなどあまり日本では知られていない犬種である。
なんとか命拾いをして一部のボルゾイ、タズィ、スホルタイたちはコーカサス山脈の周辺に逃げ延び、そこで生活することになった。これらは後に地元に人によって飼い慣らされて猟犬として使われ、この3種の自然交雑が進み一つの犬種が出来上がった。これが現在のステップ・ボルゾイである。
地元の人には今でも人気があり、先祖の犬種よりも丈夫であるとされて大切に飼育されている。数の少ない地域限定の犬種で、他地域にはなかなか渡らない犬種である。作業犬として重宝されているため、公認犬種としての申請は行われていない。

## 特徴
その姿はボルゾイ、タズィ、スホルタイのちょうど中間の姿をしているといわれている。ちなみに、タズィはサルーキをややがっしりさせたような姿をしていて、スホルタイは短毛で細身、脚と尾の長いサイトハウンドである。本種ステップ・ボルゾイはボルゾイの顔とコート、タズィの耳と体格、スホルタイの尾と脚を持つ犬種で、垂れ耳・サーベル形の長い垂れ尾を持ち、それらには飾り毛がある。サイトハウンドのためマズル、首、胴・脚が長い。ボディはやや筋肉質であるが引き締まっていて、それを生かして俊足で走ることが出来る。コートは柔らかいロングコートで、毛色はホワイト又はクリームの単色か、それを地に単色の斑が入ったもの。大型犬サイズで、性格は忠実で大人しい。

## 参考
- 『デズモンド・モリスの犬種事典』（誠文堂新光社）デズモンド・モリス著書、福山英也、大木卓訳 誠文堂新光社、2007年